# Tiszapalkonya
Tiszapalkonya község Borsod-Abaúj-Zemplén vármegyében, a Tiszaújvárosi járásban.

## Fekvése
A település lakott területe közvetlenül a Tisza jobb partján fekszik, Tiszaújváros központjától 4-5 kilométerre. Közigazgatási területének viszont csak a kisebb része helyezkedik el a jobb parton, nagyobb része a folyó bal, hajdúsági partján terül el. Bal parti területrésze lakatlannak tekinthető, ott jobbára csak mezőgazdasági területek találhatók.
Szomszédságában található a Tiszai Hőerőmű lakótelepe és a tiszaújvárosi nagyvállalatok is: a MOL Rt. Tiszai finomítója és az erőmű szenes egysége közelebb, a TVK Rt. üzemei és a Tiszai Hőerőmű II-es egysége valamivel távolabb.

### Megközelítése
Központján a 3310-es út halad végig, de külterületét egy aránylag rövid, bő egy kilométeres szakaszon érinti a 351-es főút (korábbi útszámozással 3313-as út) is. Az M3-as autópálya legközelebbi csomópontjától és a 35-ös főúttól is körülbelül 5-5 kilométer választja el a települést, a sztráda a községtől délre, a főút pedig tőle északra húzódik.
A falu központjától nem messze, körülbelül 3 kilométerre északra van a Nyékládháza–Tiszaújváros-vasútvonal tiszaújvárosi végpontja.

## Története
A település a honfoglalás után jött létre. Nevét 1245-ben említette először oklevél Palcona néven. Borsodi várbirtok volt, mely a tatárjárás alatt elpusztult, majd újjáépülése után tulajdonosai gyakran cserélődtek: IV. Béla 20 ekére való földjét 1245-ben a Gutkeled nemzetségbeli György ispán fiának, Sándor mesternek adta, később az egri káptalan birtokolta. A későbbiekben megszerezte a tiszai vámot is, mely során a káptalan befolyása egyre növekedett, de nem annyira, hogy ez visszatartaná a reformáció térhódítását.
A török megszállás alatt hajdúvárosi rangot kapott, így védelmét nemcsak a sáncok, hanem a katonaság is biztosította, adót pedig nem kellett fizetnie. 1661-ben pogányok elpusztították, de a település hamar újjáépült és immár adófizetővé vált. A későbbi háborúskodások és hadvonulások már nem érintették, így további pusztítást ezek az események nem okoztak. Annál inkább a sorozatos árvizek, mely miatt a lakosság nagy része elköltözik. A 18. század elejére minimálisra zsugorodott lakosságszámot vegyes nemzetiségű lakossággal emelik meg újra. A 19. században már kiemelkedő jelentőségű háziiparral rendelkezett, a lakosok túlnyomó része mezőgazdasági tevékenységből tartotta fenn magát. A 19. század végének Tisza-szabályozási munkálatai egyre jobb életkörülményeket biztosítottak az itt élőknek és a letelepedni kívánkozóknak, így a lakosságszám tovább emelkedik.
A második világháború utáni szocialista iparosítási program kedvezően érinti a községet, hiszen itt építették fel a mai tiszaújvárosi ipari komplexum első tagját, a Tiszai Hőerőművet. Az 1952-ben elkezdett szénfűtésű hőerőművet néhány év alatt építették fel, és a lakótelep is megépült. Ennek ellenére a falu lakosai közül sokan dolgoztak a megépült üzemben. Az akkor még tiszapalkonyai hőerőműként nevezett egység csak később a helyi lakótelep és az akkori Leninváros kiépülésekor lett a városnak része.
Ma ez a hőerőmű egy ukrán befektető cég tulajdonában van, és végnapjait éli, hiszen az erőmű korszerűtlenségére hivatkozva az AES Corporation 2011. május 14-én végleg leállította. Az erőművet 6 év hanyatlás után, 2017-től folyamatosan bontják.
Tiszapalkonya egy aktívan fejlődő kisközség melyet az utóbbi évben felépült vállalkozói park is bizonyít, melyben egy vállalkozás már üzemel is. 2001. júniusában adták át a forgalomnak azt a Tiszapalkonya–Oszlár közötti kerékpárutat, mely része lesz a közeljövőben a Tisza jobb parti gátján elkészülő, Tisza-tóig tartó kerékpárút-hálózatnak.
A község idegenforgalma még nem számottevő, de a növekedéshez vannak lehetősek, melyek közül az egyik éppen a kerékpáros turizmus. Szintén a 2001. évben avatták fel a falu teljesen újjáépített és megszépített polgármesteri hivatalát, mely nemcsak külsejében változott pozitívan, hanem felszereltségében is példaértékű lehet. Az önkormányzat egy 50 férőhelyes óvodát tart fenn, az iskolában közel 200 gyerek tanul. A háziorvosi és védőnői szolgálat, valamint a fiókpatika helyben biztosítja a betegellátást. A közművelődést egy művelődési ház és a könyvtár biztosítja.
Tiszapalkonya közvetlen szomszédságában, az Erőmű lakótelepen található a '60-as évektől üzemelő strand. A fürdő fénykorában nagyon sok környékbelit és kevesebb távolabbi vendéget is vonzott, de a '80-as évek közepén a TVK szabadidőközpontjának felépültekor, valamint a '90-es évek végén a tiszaújvárosi strand- és termálfürdő átadásakor nagyot zuhant látogatottsága. Ma inkább a tiszapalkonyaiakra és néhány szomszédos falu lakosaira és a nyugodt fürdőzésre vágyó tiszaújvárosiakra számíthat.
A strand mellett található a Tiszavirág hotel is, mely nemcsak az idelátogató turistáknak adhat szállást, hanem különböző konferenciáknak is helyet adhat. A Tisza-parton már több évtizede üzemel a Halászcsárda (ma Tiszavirág étterem), mely hagyományos tiszai halételekkel várja vendégeit.
Az M3-as autópálya az eredeti tervek szerint Oszlár és Tiszapalkonya között haladt volna el, de a két település lakóinak kérvényezésére Hejőkürt határához igazították a nyomvonalat. A két községet megkímélendő, egy elkerülő út készült az M3-as autópálya és Tiszaújváros között.

## Közélete

### Polgármesterei
- 1990–1994: Kiss Lajosné (független)[3]
- 1994–1998: Kiss Lajosné (független)[4]
- 1998–2002: Kiss Lajosné (független)[5]
- 2002–2006: Kiss Lajosné (független)[6]
- 2007–2010: Lasztóczi László Attila (független)[7]
- 2010–2014: Lasztóczi László Attila (független)[8]
- 2014–2019: Lasztóczi László Attila (független)[9]
- 2019–2024: Kalapos Bertalan (független)[10]
- 2024– : Kalapos Bertalan (független)[1]

A településen a 2006. október 1-jén megtartott önkormányzati választás után, a polgármester-választás tekintetében nem lehetett eredményt hirdetni, szavazategyenlőség miatt. Aznap az 1212 szavazásra jogosult lakos közül 705 fő járult az urnákhoz, négyük érvénytelen szavazatot adott le, az érvényes szavazatok közül pedig egyaránt 202-202 esett a négy független jelölt közül kettőre, Lasztóczi László Attilára és Takács Attilánéra (28,52 % - 28,52 %). A két másik jelölt sem nagyon szakadt le kettejüktől, és közöttük is csekély, mindössze 5 szavazatnyi különbség döntötte el a helyezési sorrendet (Hocsák Róbert 146, 20,83 %, Varga Lajos 151, 21,54%). Az eredménytelenség miatt szükségessé vált időközi választást 2007. január 14-én tartották meg, minimálisan magasabb választói aktivitás mellett, és már csak három jelölt részvételével, ez a helyzet pedig Lasztóczi László Attila győzelmét hozta el.

## Népesség
A település népességének változása:
| Lakosok száma | 1461 | 1420 | 1437 | 1438 | 1423 | 1431 | 1426 |
|               | 2013 | 2014 | 2015 | 2021 | 2022 | 2023 | 2024 |

2001-ben a település lakosságának 96%-a magyar, 4%-a cigány nemzetiségűnek vallotta magát.
A 2011-es népszámlálás során a lakosok 77,1%-a magyarnak, 4,4% cigánynak, 0,3% románnak, 0,2% szlováknak mondta magát (22,8% nem nyilatkozott; a kettős identitások miatt a végösszeg nagyobb lehet 100%-nál). A vallási megoszlás a következő volt: római katolikus 30,4%, református 22,8%, görögkatolikus 1,3%, felekezeten kívüli 13,2% (31,2% nem válaszolt).
2022-ben a lakosság 88,1%-a vallotta magát magyarnak, 4,8% cigánynak, 0,4% németnek, 0,1-0,1% románnak, ruszinnak, ukránnak és szlováknak, 2,8% egyéb, nem hazai nemzetiségűnek (11,6% nem nyilatkozott; a kettős identitások miatt a végösszeg nagyobb lehet 100%-nál). Vallásuk szerint 21,2% volt római katolikus, 21,4% református, 2,2% görög katolikus, 0,5% egyéb keresztény, 0,1% ortodox, 14,1% felekezeten kívüli (40,1% nem válaszolt).

## Nevezetességei
- Református templom, 1840 körül épült klasszicista stílusban
- Katolikus templom
- A község határában fekvő Tiszai Hőerőmű, Mol Nyrt. Tiszai Finomítója és a közelben lévő MOL Petrolkémia Zrt. több száz embernek biztosít megélhetést.
- Tájház

## Ismert emberek
- Itt dolgozott évekig Hamvas Béla.
- Itt született 1943-ban Rézműves Gyula festőművész.
- Itt született 1958-ban Mester Edit színésznő